# Powiat wąbrzeski

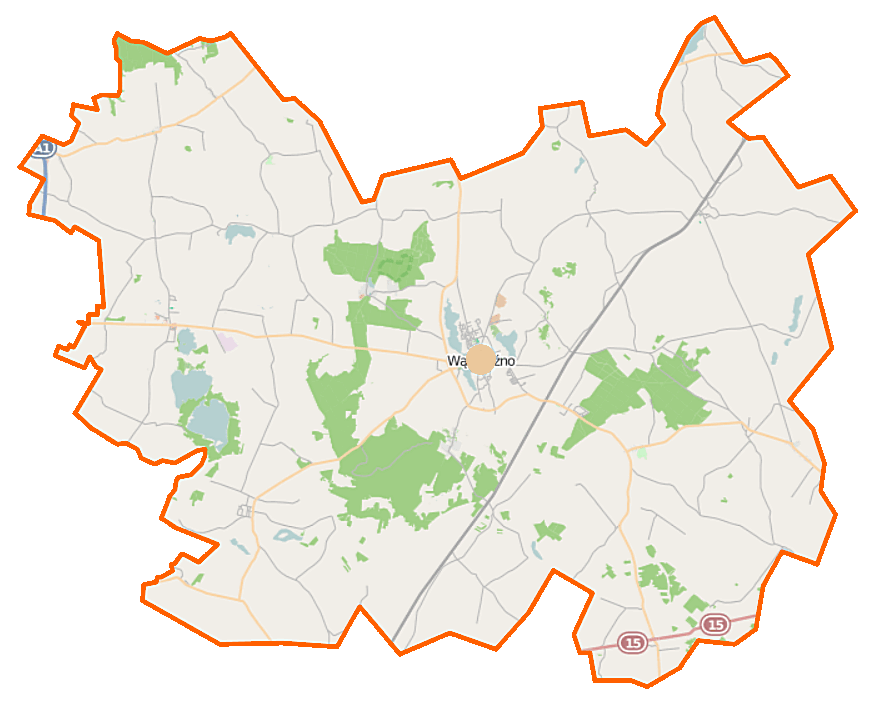
Mapa powiatu

Powiat wąbrzeski – powiat w Polsce (województwo kujawsko-pomorskie) na obszarze Pojezierza chełmińsko-dobrzyńskiego, w dorzeczu Wisły i jej prawego dopływu Drwęcy, w centrum historycznej ziemi chełmińskiej.
Utworzony w 1999 roku w ramach reformy administracyjnej. Jego siedzibą jest miasto Wąbrzeźno.
W skład powiatu wchodzą:
- gminy miejskie: Wąbrzeźno
- gminy wiejskie: Dębowa Łąka, Książki, Płużnica, Ryńsk
- miasta: Wąbrzeźno

## Demografia
Liczba ludności (dane z 30 czerwca 2005):
|        | Ogółem | Ogółem | Kobiety | Kobiety | Mężczyźni | Mężczyźni |
| osób   | %      | osób   | %       | osób    | %         |           |
| ------ | ------ | ------ | ------- | ------- | --------- | --------- |
| Ogółem | 35 023 | 100    | 17 880  | 51,05   | 17 143    | 48,95     |
| Miasto | 13 937 | 39,79  | 7354    | 21,00   | 6583      | 18,80     |
| Wieś   | 21 086 | 60,21  | 10 526  | 30,05   | 10 560    | 30,15     |

▶Wieś vs ▶miasto
Ogółem (▶k, ▶m)
Miasto (▶k, ▶m)
Wieś (▶k, ▶m)

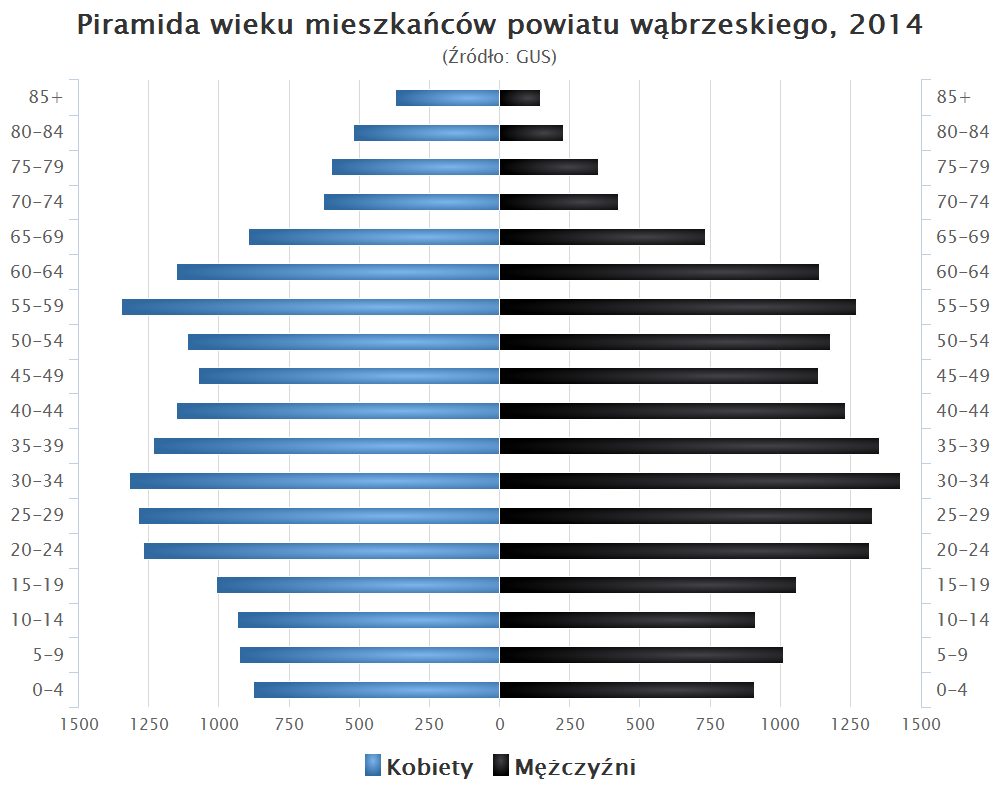
Piramida wieku mieszkańców powiatu wąbrzeskiego w 2014 roku

Według danych z 31 grudnia 2019 roku powiat zamieszkiwały 34 194 osoby. Natomiast według danych z 30 czerwca 2020 roku powiat zamieszkiwało 34 115 osób.

## Transport drogowy
Drogi przebiegające przez teren powiatu:
- 534 (Grudziądz - Okonin - Radzyń Chełmiński - Wąbrzeźno - Golub-Dobrzyń - Rypin)
- 548 (Stolno - Lisewo - Wąbrzeźno - Pląchoty - 15 Brodnica)
- 551 (Bydgoszcz 80 - Strzyżawa, Unisław -  Chełmża - Orzechowo -  Wąbrzeźno)

## Transport kolejowy
- Linia kolejowa nr 353 (Poznań Wschód, Toruń Główny, Kowalewo Pomorskie, Wąbrzeźno, Jabłonowo Pomorskie, Iława Główna, Olsztyn Główny, Żeleznodorożnyj -  Rosja)

## Starostowie wąbrzescy
Na podstawie źródła:
- Krzysztof Marian Maćkiewicz (1 stycznia 1999 – nadal)

## Sąsiednie powiaty
Powiat grudziądzki, powiat chełmiński, powiat toruński, powiat golubsko-dobrzyński, powiat brodnicki.